# Una Gunjak
Una Gunjak (nacida en Sarajevo, el 15 de julio de 1986) es una directora y guionista bosnia.

## Biografía
Nacida y criada en Sarajevo, Una Gunjack vive y trabaja ahora en Londres, donde hace años se graduó en la National Film and TV School con un máster en montaje. Antes había estudiado Cine en Turín (Italia), dirigido algunos anuncios y trabajado a tiempo completo como montadora de películas que han recorrido los festivales más prestigiosos del mundo, obteniendo numerosos galardones, entre ellos una nominación al BAFTA y un premio al mejor montaje.
Su primer cortometraje, The Chicken, se estrenó en la Semana de la Crítica del Festival Internacional de Cine de Cannes de 2014 y ganó el Premio del Cine Europeo al mejor cortometraje. Su otro cortometraje, Salamat, realizado en Alemania dentro de la iniciativa Lebanon Factory, se estrenó en la Quincena de Realizadores del Festival Internacional de Cine de Cannes de 2017. Excursión (2023) es su primer largometraje y obtuvo el apoyo de Eurimages, Aide au Développement en Cinemed 2019, Hubert Bals Script and Project Development Fund, y Sørfond - Norwegian South Film Fund en 2021.

## Filmografía
- Excursión (2023)